# Nervi vague
El nervi vague (del lat. nervus vagus) o nervi pneumogàstric o desè parell cranial o nervi cranial X, innerva la faringe, l'esòfag, la laringe, la tràquea, els bronquis, el cor, l'estómac i el fetge. Neix del bulb raquidi.
Els estímuls que transmet no són controlats a voluntat de l'individu, sinó que són controlats pel sistema nerviós autònom, encarregat de mantenir l'homeòstasi de l'organisme. És un dels nervis més llargs del cos humà, i el seu nom prové del llatí vagus, errant (en el sentit de viatger). La mateixa arrel llatina en català també esdevé "vagabund".

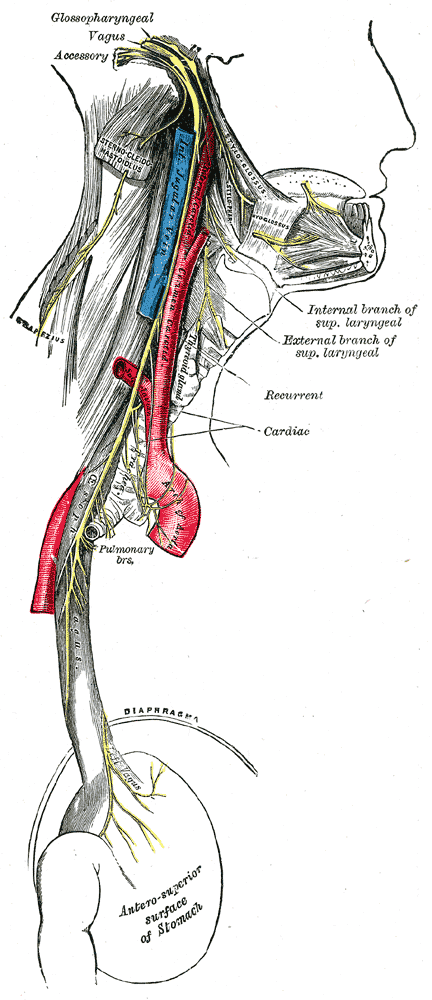
Curs i distribució dels nervis glossofaringi, vague i accessori espinal